# Nyt Europa
Nyt Europa er en politisk organisation stiftet i 1998, som arbejder for et mere demokratisk EU. Organisation arbejder ud fra et centrum-venstre-grundlag.
Nyt Europa blev dannet i forbindelse med afstemningen om Amsterdam-traktaten i 1998, hvor organisationen anbefalede et ja. Hovedkræften bag etableringen af organisationen var SF-politikeren Steen Gade, der sad som formand for organisationen fra 2004 indtil Lone Loklindt i 2019 overtog formandsposten. Årsagen til at Nyt Europa blev dannet, var at man ønskede at etablere en modvægt til de centrum-venstre-kræfter, som fastholdt deres modstand mod Amsterdam-traktaten.
Mange af medlemmer af Nyt Europa er tidligere modstandere af EU, men som grundet udviklingen i EU, Europa og verden som helhed, efterhånden er blevet tilhængere. Blandt de, der har været aktive i Nyt Europa er Kirsten Jensen, Helle Thorning-Schmidt, Mette Frederiksen, Naser Khader, Anita Bay Bundegaard, Anne Grethe Holmsgaard, Charlotte Fischer, Henrik Dahl og Christine Antorini.
Målet for Nyt Europa er et mere demokratisk EU, et mere føderalt EU hvor beslutninger træffes så tæt på borgerne som muligt, og et EU, som bygger på deltagelsesdemokrati.